# Arundinella khasiana
Arundinella khasiana är en gräsart som beskrevs av Christian Gottfried Daniel Nees von Esenbeck och Ernst Gottlieb von Steudel. Arundinella khasiana ingår i släktet Arundinella och familjen gräs. Inga underarter finns listade i Catalogue of Life.